# Teatro Nuovo (Firenze, via Bufalini)
Il Teatro Nuovo, o Teatro degli Intrepidi, era un teatro di Firenze, situato in via Bufalini 9.

## Storia
In questo punto si trovavano le antiche botteghe di artigiani e scalpellini che nel medioevo lavoravano al cantiere di Santa Maria del Fiore. I locali sono di proprietà dell'Opera del Duomo almeno dall'inizio del XV secolo, e forse fu proprio in uno di questi stanzoni che Michelangelo scolpì il famoso David.
Nel 1779 il granduca Pietro Leopoldo decise di trasformare un ambiente nel teatro dell'Accademia degli Intrepidi, su disegno di Giulio Mannaioni: caratterizzato da una cattiva acustica, non fu molto amato dal pubblico.
Il teatro era frequentato da persone del ceto popolare, in particolare era assiduo ritrovo degli studenti di medicina del vicino arcispedale di Santa Maria Nuova, chiamati "Spedalini". Le burle, gli schiamazzi, i tumulti erano all'ordine del giorno, tanto che spesso era necessario l'intervento dei gendarmi. A volte, ad esempio, se stabilivano per burla di non far rappresentare la commedia il pubblico si metteva d'accordo per applaudire fragorosamente chiunque entrasse appena alzato il sipario, fosse esso un attore o anche un servo: appena il malcapitato cercava di aprire bocca per recitare la battuta, veniva coperto dagli applausi fragorosi. Altre volte le burle comprendevano fischi sonori.
Nel Novecento il teatro venne dismesso e trasformato in autorimessa, finché non venne riacquistato dall'Opera del Duomo (settembre 1998), che ne fece un deposito e laboratorio di restauro.
Dell'antica funzione restava la struttura a forma ellittica, dove poggiavano una serie di palchi all'italiana e il proscenio.
I locali sono stati ristrutturati a partire dal 2009 per contenere un nuovo ampliamento dell'attiguo Museo dell'Opera del Duomo, su un progetto di Adolfo Natalini. Il concorso originario (2002), al quale avevano partecipato anche Gae Aulenti, Luigi Zangheri e Vittorio Gregorotti, era stato vinto inizialmente dall'architetto spagnolo Santiago Calatrava, ma un ritardo del progettista ha fatto poi cadere la scelta definitiva sul progetto di Natalini.
Oggi ospita la "Sala del facciatone" del nuovo museo.